# Чемпионат СССР по лёгкой атлетике 1962
Чемпионат СССР по лёгкой атлетике 1962 года проходил с 11 по 13 августа в Москве на Центральном стадионе имени В. И. Ленина. На протяжении трёх дней были разыграны 34 комплекта медалей (22 у мужчин и 12 у женщин). Чемпионат носил личный характер, командное первенство не разыгрывалось.
Главным событием соревнований стал новый мировой рекорд в беге на 10 000 метров. Олимпийский чемпион 1960 года Пётр Болотников улучшил собственное достижение на 0,6 секунды, с 28.18,8 до 28.18,2. Первую половину дистанции он преодолел быстрее графика рекорда на 3 секунды, на следующих двух километрах растерял преимущество (уступал 2 секунды), но на заключительном отрезке всё же смог отыграть отставание.
Помимо Болотникова, больше никому из участников не удалось отметиться национальными, европейскими или мировыми рекордами. Наиболее близко к всесоюзному достижению смог подобраться Василий Савинков. На дистанции 1500 метров он опередил новоиспечённого рекордсмена страны Ивана Белицкого (3.41,0, 22 июля 1962 года), уступив лучшему результату в истории СССР всего 0,1 секунды.
Владимир Горяев подтвердил свою высокую готовность в секторе для тройного прыжка. Двумя месяцами ранее в Киеве он показал лучший результат сезона в мире (16,65 м), а на чемпионате страны почти повторил его — 16,61 м. Витольд Креер завоевал серебряную медаль и сохранил за собой рекорд СССР (16,71 м).
Прыгун в высоту Валерий Брумель вышел на старт спустя три недели после яркой победы на матче СССР — США в калифорнийском Пало-Альто с мировым рекордом 2,26 м. В Москве он защитил титул чемпиона страны, показав ещё один высокий результат, 2,22 м.
Несколько спортсменов продлили свои победные серии на всесоюзных первенствах. В девятый раз чемпионом СССР в десятиборье стал Василий Кузнецов. С 1953 года золото в этом виде лишь однажды завоевал другой спортсмен — годом ранее им стал Юрий Кутенко. Пётр Болотников к мировому рекорду добавил пятый подряд победный дубль на дистанциях 5000 и 10 000 метров — всего на его счету стало 12 побед на чемпионатах Советского Союза. Анатолий Михайлов в шестой раз подряд выиграл 110 метров с барьерами, а Эдвин Озолин одержал четвёртую победу на дистанции 100 метров.
Мария Иткина третий год подряд сделала победный дубль в беге на 100 и 200 метров среди женщин, аналогичного достижения добилась Тамара Пресс в толкании ядра и метании диска.
В течение 1962 года в различных городах были проведены чемпионаты СССР в отдельных дисциплинах лёгкой атлетики:
- 23 февраля — чемпионат СССР по кроссу (Мукачево)
- 13—19 октября — чемпионат СССР по эстафетному бегу (Ташкент)

## Призёры

### Мужчины
| Дисциплина             | Золото                                     | Золото           | Серебро                                       | Серебро           | Бронза                                            | Бронза           |
| ---------------------- | ------------------------------------------ | ---------------- | --------------------------------------------- | ----------------- | ------------------------------------------------- | ---------------- |
| 100 м                  | Эдвин Озолин Буревестник Ленинград         | 10,5             | Николай Политико Динамо Ленинград             | 10,6              | Амин Туяков ЦСКА Москва                           | 10,6             |
| 200 м                  | Амин Туяков ЦСКА Москва                    | 21,1             | Николай Политико Динамо Ленинград             | 21,2              | Эдвин Озолин Буревестник Ленинград                | 21,3             |
| 400 м                  | Вадим Архипчук Вооружённые Силы Киев       | 46,8             | Григорий Свербетов ЦСКА Москва                | 47,2              | Виктор Бычков ЦСКА Москва                         | 47,3             |
| 800 м                  | Абрам Кривошеев Спартак Черновцы           | 1.49,9           | Валерий Булышев Вооружённые Силы Ленинград    | 1.50,3            | Рейн Тёлп Калев Тарту                             | 1.51,2           |
| 1500 м                 | Василий Савинков Локомотив Алма-Ата        | 3.41,1           | Иван Белицкий Вооружённые Силы Одесса         | 3.44,5            | Йонас Пипине Трудовые резервы Вильнюс             | 3.44,8           |
| 5000 м                 | Пётр Болотников Спартак Москва             | 13.56,0          | Алексей Конов Буревестник Ереван              | 14.00,2           | Валентин Самойлов ЦСКА Москва                     | 14.00,4          |
| 10 000 м               | Пётр Болотников Спартак Москва             | 28.18,2 WR*      | Юрий Никитин Спартак Рязань                   | 29.07,0           | Леонид Иванов Трудовые резервы Фрунзе             | 29.07,6          |
| Марафон                | Виктор Байков ЦСКА Москва                  | 2:19.17,8        | Сергей Попов Локомотив Ленинград              | 2:20.25,6         | Николай Румянцев Динамо Ленинград                 | 2:20.38,4        |
| 3000 м с препятствиями | Алексей Конов Буревестник Ереван           | 8.36,2           | Николай Соколов Локомотив Вологда             | 8.40,0            | Владимир Евдокимов Динамо Ленинград               | 8.41,0           |
| 110 м с барьерами      | Анатолий Михайлов Труд Ленинград           | 14,0             | Валентин Чистяков Спартак Москва              | 14,1              | Николай Березуцкий Трудовые резервы Ленинград     | 14,2             |
| 400 м с барьерами      | Василий Анисимов Вооружённые Силы Киев     | 50,6             | Борис Криунов Урожай Ставрополь               | 50,9              | Георгий Чевычалов Буревестник Челябинск           | 51,4             |
| Прыжок в высоту        | Валерий Брумель Буревестник Москва         | 2,22 м           | Роберт Шавлакадзе Динамо Тбилиси              | 2,12 м            | Василий Хорошилов ЦСКА Москва                     | 2,09 м           |
| Прыжок с шестом        | Игорь Петренко Вооружённые Силы Киев       | 4,60 м           | Янис Красовскис Вооружённые Силы Москва       | 4,60 м            | Сергей Дёмин Динамо Москва                        | 4,40 м           |
| Прыжок в длину         | Игорь Тер-Ованесян Буревестник Москва      | 7,89 м           | Дмитрий Бондаренко Вооружённые Силы Ленинград | 7,70 м            | Владимир Демиденко Буревестник Московская область | 7,63 м           |
| Тройной прыжок         | Владимир Горяев Динамо Минск               | 16,61 м          | Витольд Креер Динамо Московская область       | 16,38 м           | Олег Федосеев ЦСКА Москва                         | 16,35 м          |
| Толкание ядра          | Виктор Липснис Буревестник Ленинград       | 18,32 м          | Адольфас Варанаускас Динамо Каунас            | 17,92 м           | Николай Карасёв ЦСКА Москва                       | 17,73 м          |
| Метание диска          | Владимир Трусенёв Труд Ленинград           | 58,57 м          | Виктор Компанеец Вооружённые Силы Киев        | 55,38 м           | Витаутас Ярас Динамо Вильнюс                      | 54,27 м          |
| Метание молота         | Алексей Балтовский Локомотив Брест         | 67,42 м          | Юрий Бакаринов Динамо Москва                  | 66,54 м           | Василий Руденков Динамо Москва                    | 65,55 м          |
| Метание копья          | Янис Лусис Даугава Рига                    | 82,15 м          | Владимир Кузнецов ЦСКА Москва                 | 75,50 м           | Виктор Цыбуленко Вооружённые Силы Киев            | 74,42 м          |
| Десятиборье*           | Василий Кузнецов Буревестник Москва        | 7891 очко (7556) | Юрий Дьячков Динамо Тбилиси                   | 7338 очков (7281) | Герман Климов Динамо Москва                       | 7103 очка (7143) |
| Ходьба на 20 км        | Анатолий Ведяков Динамо Москва             | 1:32.22,4        | Владимир Голубничий Спартак Сумы              | 1:32.53,8         | Борис Хролович Динамо Минск                       | 1:34.30,0        |
| Ходьба на 50 км        | Григорий Климов Вооружённые Силы Ленинград | 4:04.32,8        | Григорий Паничкин Локомотив Душанбе           | 4:12.26,6         | Геннадий Агапов Вооружённые Силы Свердловск       | 4:12.43,0        |

* Для определения победителя в соревнованиях десятиборцев использовалась старая система начисления очков. Пересчёт с использованием современных таблиц перевода результатов в баллы приведён в скобках.

### Женщины
| Дисциплина                                   | Золото                                      | Золото    | Серебро                                       | Серебро    | Бронза                                      | Бронза     |
| -------------------------------------------- | ------------------------------------------- | --------- | --------------------------------------------- | ---------- | ------------------------------------------- | ---------- |
| 100 м                                        | Мария Иткина Динамо Минск                   | 11,8      | Людмила Мотина Буревестник Ленинград          | 12,0       | Галина Попова Буревестник Ленинград         | 12,1       |
| 200 м                                        | Мария Иткина Динамо Минск                   | 24,0      | Валентина Масловская Вооружённые Силы Кишинёв | 24,3       | Галина Попова Буревестник Ленинград         | 24,5       |
| 400 м                                        | Екатерина Парлюк Вооружённые Силы Ленинград | 55,7      | Вера Муханова Спартак Москва                  | 55,7       | Валентина Зарецкая Вооружённые Силы Минск   | 56,2       |
| 800 м                                        | Людмила Лысенко Авангард Днепропетровск     | 2.08,1    | Тамара Дмитриева ЦСКА Москва                  | 2.08,3     | Тамара Бабинцева Трудовые резервы Ленинград | 2.09,5     |
| 80 м с барьерами                             | Римма Кошелева Буревестник Горький          | 11,2      | Нилия Кулькова Динамо Ленинград               | 11,3       | Алла Лазарева Вооружённые Силы Ленинград    | 11,4       |
| 100 м с барьерами (высота барьеров: 76,2 см) | Лилия Макошина Спартак Киев                 | 13,4      | Нилия Кулькова Динамо Ленинград               | 13,4       | Зинаида Криунова Спартак Ставрополь         | 13,5       |
| Прыжок в высоту                              | Галина Евсюкова Спартак Краснодар           | 1,70 м    | Таисия Ченчик Буревестник Челябинск           | 1,70 м     | Клара Пушкарёва Буревестник Москва          | 1,65 м     |
| Прыжок в длину                               | Татьяна Щелканова Буревестник Ленинград     | 6,37 м    | Галина Быстрова Буревестник Горький           | 6,06 м     | Александра Седова Труд Краснодар            | 6,05 м     |
| Толкание ядра                                | Тамара Пресс Труд Ленинград                 | 17,50 м   | Галина Зыбина Труд Ленинград                  | 16,60 м    | Зинаида Дойникова Труд Ленинград            | 16,17 м    |
| Метание диска                                | Тамара Пресс Труд Ленинград                 | 58,17 м   | Антонина Золотухина Буревестник Ленинград     | 52,54 м    | Альбина Елькина Авангард Запорожье          | 51,70 м    |
| Метание копья                                | Эльвира Озолина Буревестник Ленинград       | 55,35 м   | Алевтина Шаститко Труд Ленинград              | 51,54 м    | Елена Горчакова Буревестник Москва          | 51,39 м    |
| Пятиборье                                    | Лидия Шмакова Динамо Московская область     | 4683 очка | Галина Быстрова Буревестник Горький           | 4612 очков | Раиса Липснис Локомотив Ленинград           | 4567 очков |

## Чемпионат СССР по кроссу
Лично-командный чемпионат СССР по кроссу 1962 года состоялся 23 февраля на склонах горы Каменка в окрестностях[уточнить] украинского города Мукачево. Принимало участие более 250 спортсменов 12 спортивных обществ и ведомств из 70 городов.

### Личный зачёт
| 1  | Леонид Иванов Трудовые резервы Фрунзе    | 15.50,6 |   |   |   |
| 2  | Алексей Конов Буревестник Ереван         | 16.02,4 |   |   |   |
| 3  | Лазарь Народицкий Советская Армия Москва | 16.03,4 |   |   |   |
| 4  | Л. Мисик Спартак Киев                    | 16.23,0 |   |   |   |
| 5  | Эдуард Осипов Советская Армия Москва     | 16.25,0 |   |   |   |
| 6  | Борис Ефимов Труд Ангарск                | 16.27.0 |   |   |   |
| …  | …                                        | …       |   |   |   |
| 14 | Александр Артынюк Буревестник Ленинград  | …       |   |   |   |
| …  | …                                        | …       |   |   |   |
| 21 | Евгений Жуков Спартак Ленинград          | …       |   |   |   |
| …  | …                                        | …       |   |   |   |
| 33 | Пётр Болотников Спартак Москва           | …       |   |   |   |
| …  | …                                        | …       |   |   |   |
| 51 | Юрий Захаров Советская Армия Ленинград   | …       | … | … | … |

| Место       | Спортсменка                                | Время  |
| ----------- | ------------------------------------------ | ------ |
| 1           | Людмила Лысенко Авангард Днепропетровск    | 3.11,0 |
| 2           | Зоя Скобцова Спартак Иваново               | 3.11,4 |
| 3           | Марина Перевалушко Труд Уфа                | 3.12,1 |
| 4           | A. Кривощёкова Буревестник Челябинск       | 3.12,3 |
| 5           | Вера Муханова Спартак Москва               | 3.13,0 |
| 6           | Г. Перминова Труд Киров                    | 3.14,4 |
| 7[уточнить] | Екатерина Парлюк Советская Армия Ленинград |        |
| …           | …                                          | …      |

| Место | Спортсмен                                 | Время   |
| ----- | ----------------------------------------- | ------- |
| 1     | Фаиз Хузин Труд Пермь                     | 47.34,0 |
| 2     | Владимир Труфанов Динамо Киев             | 47.49,8 |
| 3     | Константин Воробьёв Буревестник Ленинград | 48.08,0 |
| 4     | В. Королёв Советская Армия                | 48.18,0 |
| 5     | Олег Добродеенко Локомотив Великие Луки   | 48.40,0 |
| 6     | Николай Потехин Спартак Ашхабад           | 48.44,0 |
| …     | …                                         | …       |

| Место | Спортсменка                                 | Время  |
| ----- | ------------------------------------------- | ------ |
| 1     | Тамара Бабинцева Трудовые резервы Ленинград | 6.49,1 |
| 2     | Фелиция Кароблене Трудовые резервы Вильнюс  | 6.50,4 |
| 3     | Людмила Терпигорева Советская Армия Киев    | 6.55,4 |
| 4     | Лидия Манжос Труд Благовещенск              | 6.56,0 |
| 5     | Н. Чернощёк Динамо Москва                   | 7.00,0 |
| 6     | Л. Калинина Спартак Волгоград               | 7.04,0 |
| …     | …                                           | …      |

## Чемпионат СССР по эстафетному бегу
Чемпионы страны в эстафетном беге определились 13—19 октября в узбекском Ташкенте на стадионе «Пахтакор».

### Мужчины
| Дисциплина       | Золото                                                                                      | Золото | Серебро                                                                          | Серебро | Бронза                                                                                | Бронза |
| ---------------- | ------------------------------------------------------------------------------------------- | ------ | -------------------------------------------------------------------------------- | ------- | ------------------------------------------------------------------------------------- | ------ |
| Эстафета 4×100 м | Вооружённые Силы Руслан Мирошкин Амин Туяков Юрий Башлыков Олег Федосеев                    | 41,0   | Буревестник Ленинград Никита Исайкин Евгений Гетман Виталий Кунарёв Эдвин Озолин | 41,1    | Труд РСФСР Игорь Суворов Игорь Поляшов Виталий Гнояной Геннадий Богородский           | 41,1   |
| Эстафета 4×400 м | Вооружённые Силы УССР Валентин Руденко Александр Гаврющенко Василий Анисимов Вадим Архипчук | 3.11,6 | Авангард УССР Владимир Щетина Юрий Фокин Виктор Привин Вячеслав Хрычёв           | 3.12,6  | Вооружённые Силы Ленинград Алексей Кленин Ояр Гангис Чонгар Галиуллин Валерий Булышев | 3.13,2 |

### Женщины
| Дисциплина       | Золото                                                                                 | Золото | Серебро                                                                  | Серебро | Бронза                                                                          | Бронза |
| ---------------- | -------------------------------------------------------------------------------------- | ------ | ------------------------------------------------------------------------ | ------- | ------------------------------------------------------------------------------- | ------ |
| Эстафета 4×100 м | Буревестник Ленинград Людмила Щелканова Татьяна Щелканова Людмила Мотина Галина Попова | 46,4   | Спартак УССР Анна Чигорева Лариса Дереза Лилия Макошина Светлана Сухенко | 47,7    | Труд Москва Людмила Ларюшенкова Нина Комарова Зоя Фёдорова Альбина Марциновская | 47,8   |
| Эстафета 4×200 м | Труд РСФСР Наина Иванова Валентина Любешкина Александра Седова Нина Чалова             | 1.38,8 | Локомотив Вера Крепкина Галина Гайда Людмила Глазова Валентина Конькова  | 1.39,6  | Спартак РСФСР Альбина Тютикова Галина Софьина Анна Зимина Римма Пархоменко      | 1.40,2 |